# Euan Burton (Judoka)
Euan Burton MBE (* 31. März 1979 in Ascot, England) ist ein ehemaliger britischer Judoka.
Der 1,82 m große Euan Burton kämpfte bis 2012 meist im Halbmittelgewicht, der Gewichtsklasse bis 81 Kilogramm. Der Judoka vom Edinburgh Judo Club gewann 2002 und 2003 bei den British Trials. Bei den Europameisterschaften 2004 belegte er den fünften Platz. Im Jahr darauf bei den Europameisterschaften 2005 in Rotterdam unterlag er im Halbfinale dem Slowaken Boris Novotny, den Kampf um Bronze gewann Burton gegen den Franzosen Anthony Rodriguez. Zwei Jahre später bei den Europameisterschaften 2007 in Belgrad verlor Burton im Viertelfinale gegen den Niederländer Guillaume Elmont, nach drei Siegen in der Hoffnungsrunde erhielt Burton eine Bronzemedaille. Bei den Weltmeisterschaften 2007 in Rio de Janeiro bezwang er im Viertelfinale Guillaume Elmont, unterlag aber im Halbfinale Anthony Rodriguez. Mit einem Sieg über den Italiener Giuseppe Maddaloni erkämpfte Burton eine Bronzemedaille.
Bei den Olympischen Spielen 2008 in Peking bezwang Burton den Argentinier Emmanuel Lucenti und den Marokkaner Safouane Attaf jeweils durch Wertungen nach Strafen für den Gegner. Im Viertelfinale unterlag er gegen den Ukrainer Roman Hontjuk durch Waza-Ari. Nach einem Waza-Ari-Sieg gegen den Kolumbianer Mario Valles und einer Waza-Ari-Niederlage gegen den Brasilianer Tiago Camilo belegte Burton den siebten Platz. Bei den Europameisterschaften 2010 in Wien unterlag Burton im Viertelfinale Guillaume Elmont. Mit Siegen über den Moldauer Sergiu Toma und den Franzosen Antoine Jeannin erkämpfte sich Burton eine Bronzemedaille. Viereinhalb Monate später bei den Weltmeisterschaften 2010 in Tokio unterlag er im Viertelfinale dem Japaner Masahiro Takamatsu, mit Siegen über Guillaume Elmont und den Brasilianer Flávio Canto erkämpfte Burton Bronze. Bei den Olympischen Spielen 2012 in London unterlag Euan Burton in seinem Auftaktkampf dem Kanadier Antoine Valois-Fortier.
2013 wechselte Burton zwei Gewichtsklassen nach oben ins Halbschwergewicht bis 100 Kilogramm. Bei den Commonwealth Games 2014 in Glasgow gewann Burton diese Gewichtsklasse für Schottland und beendete danach seine aktive Karriere. Er ist seit 2015 Mitglied des Order of the British Empire.
Burton ist Judotrainer in Schottland, verheiratet ist er mit der Judoka Gemma Gibbons.